# 白杨店镇
白杨店镇是中国陕西省商洛市商州区下辖的一个镇。

## 行政区划
白杨店镇下辖以下行政区：
白杨店村、乐园村、口前村、唐寨子村、唐塬村、于塬村、古路峪村、洞底村、两水寺村、西沟河村、董家窨村、庙坪村、贾庄村、流岭槽村、小南岐村